# ویورونه
ویورونه (به ایتالیایی: Viverone) یک کومونه در ایتالیا است که در استان بیه‌لا واقع شده‌است. ویورونه ۱۲٫۴ کیلومتر مربع مساحت و ۱٬۴۳۴ نفر جمعیت دارد و ۲۸۷ متر بالاتر از سطح دریا واقع شده‌است.